# Nethe
De Nethe is een rivier in Noordrijn-Westfalen. Ook gaf zij de naam aan de Nethegouw, een historische gouw in die streek. Ze stroomt door deels bebost  heuvelland tussen het Eggegebergte aan de westkant en het Wezerbergland aan de noordoostkant.
De gehele rivier is niet voor de vrachtscheepvaart bevaarbaar.
Dicht bij de bron te Neuenheerse is in 1977 in het riviertje een 6,5 hectare groot stuwmeertje aangelegd. Dit dient vooral voor het watersporttoerisme.
De Nethe stroomt eerst zuidwaarts naar Willebadessen, vervolgens oostwaarts naar Niesen, dan noordwaarts naar Brakel en vervolgens oostwaarts langs Ottbergen naar haar monding in de Wezer.
De gehele rivier, alsmede haar oevers, staan onder natuurbescherming (FFH-Gebiet DE-4320-305 Nethe: FFH = habitatrichtlijngebied, zie: Natura 2000). Zeldzame en beschermde vissoorten, die in de Nethe zijn waargenomen, zijn de Cottus gobio en de beekprik.  Bijzondere, beschermde vogelsoorten, die nabij de Nethe zijn waargenomen, zijn de rode wouw, de ijsvogel en de zwarte ooievaar.

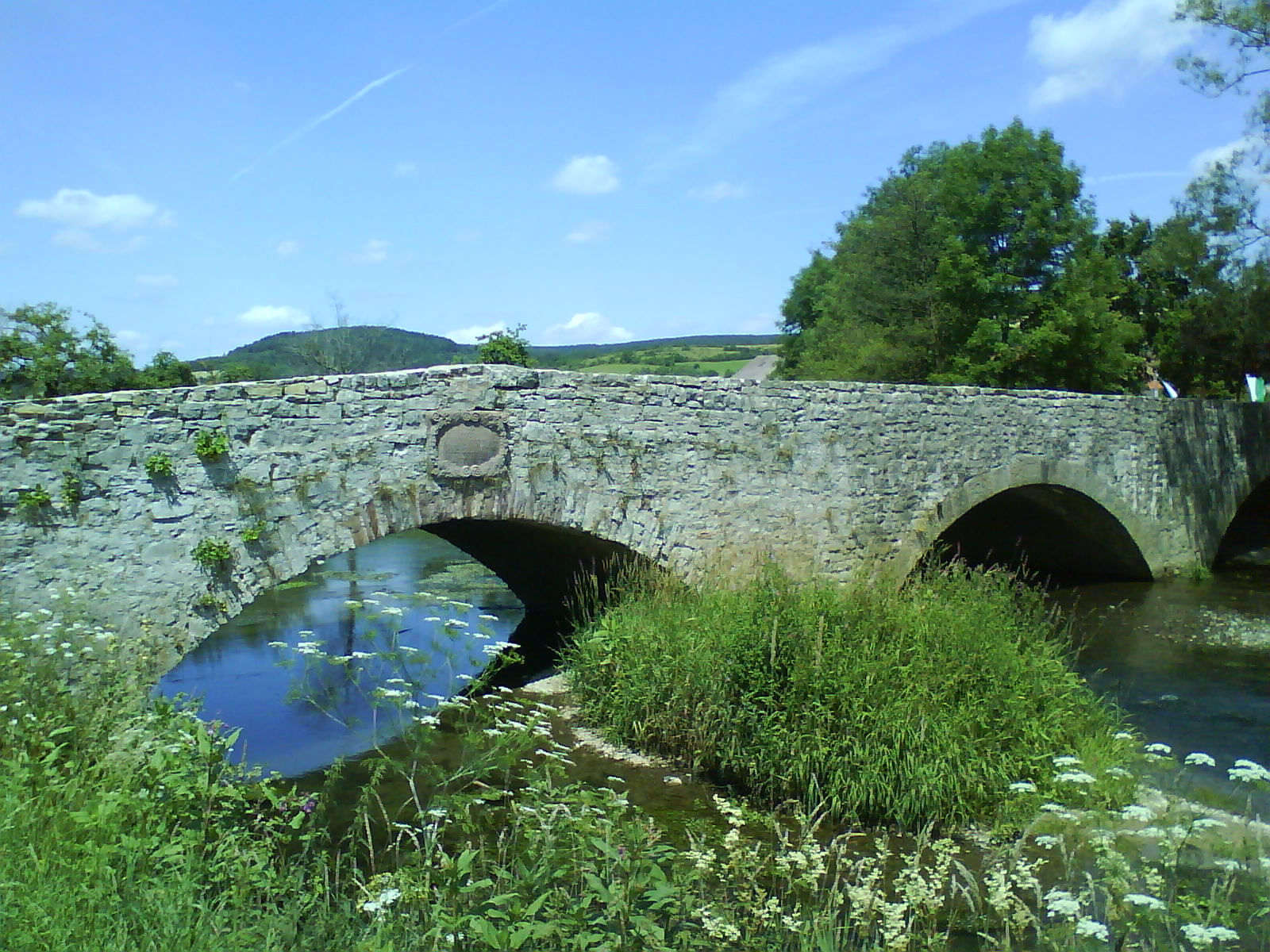
Brug over de Nethe in Ottbergen, gem. Höxter
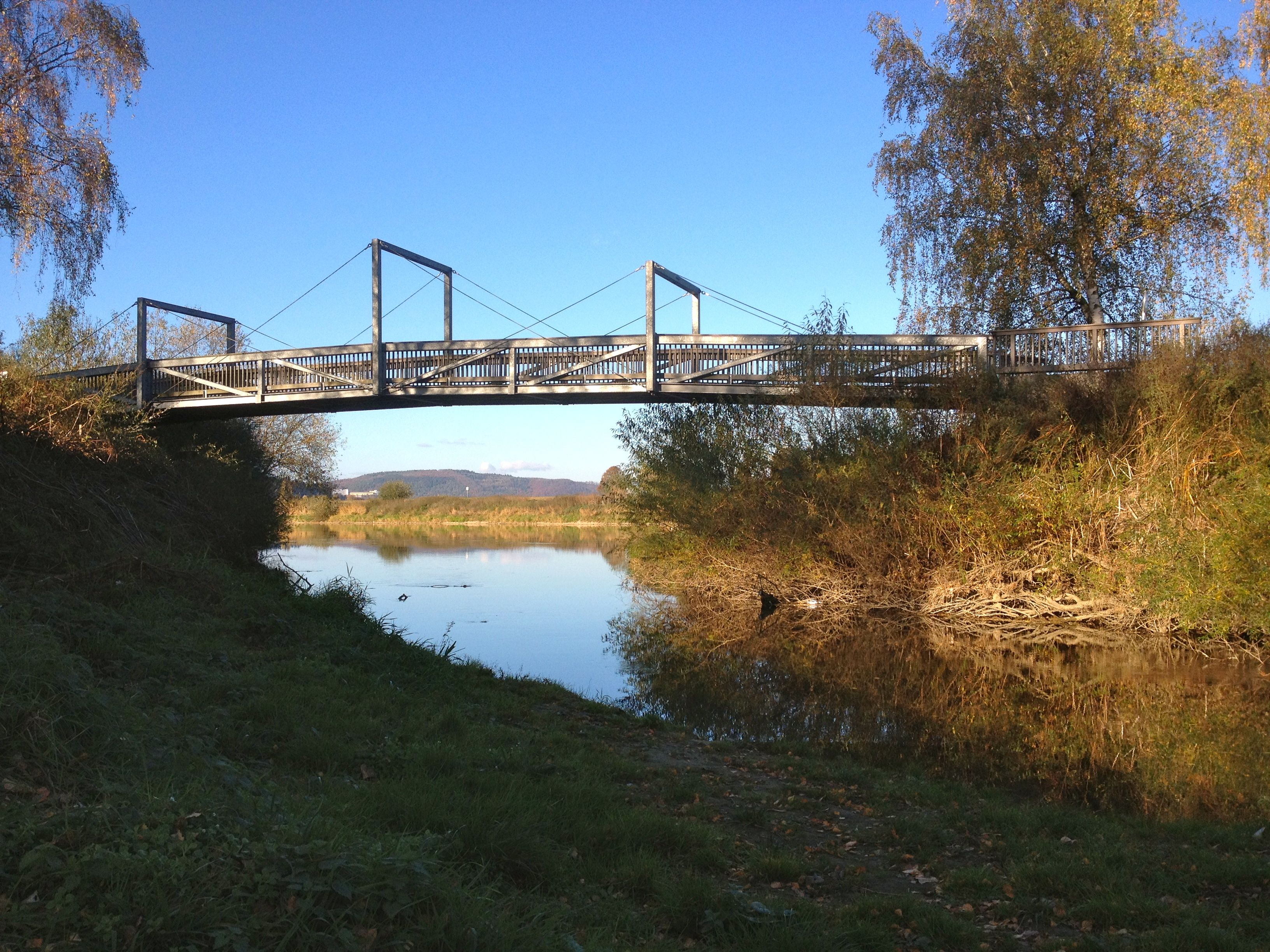
Monding van de Nethe in de Wezer bij Godelheim, gem. Höxter

- Virtual International Authority File: 64145424494486830706